# Kim Nam-soon
Kim Nam-soon (in hangŭl: 김남순; 7 maggio 1980) è un'arciera sudcoreana.

## Palmarès

### Olimpiadi
- 2 medaglie:
  - 1 oro (Sydney 2000 a squadre)
  - 1 argento (Sydney 2000 nell'individuale)